# Литл Фери (Њу Џерзи)
Литл Фери (енгл. Little Ferry) град је у америчкој савезној држави Њу Џерзи.

## Демографија
По попису из 2010. године број становника је 10.626, што је 174 (-1,6%) становника мање него 2000. године.
| Група             | 2000.         | 2010.         |
| Белци             | 6.504 (60,2%) | 5.016 (47,2%) |
| Афроамериканци    | 509 (4,7%)    | 419 (3,9%)    |
| Азијати           | 1.847 (17,1%) | 2.576 (24,2%) |
| Хиспаноамериканци | 1.641 (15,2%) | 2.442 (23,0%) |
| Укупно            | 10.800        | 10.626        |